# Matthew Webb

Tekening van Matthew Webb

Matthew Webb (Dawley (Shropshire), 19 januari 1848 – bij de Niagarawatervallen, 24 juli 1883) was een Britse langeafstandszwemmer.
Hij was de eerste persoon die zonder hulpstukken succesvol Het Kanaal overzwom. Hij deed dit op 25 augustus 1875, en zwom van Dover naar Calais in iets minder dan 22 uur.
Hij overleed op 35-jarige leeftijd in een poging de rivier de Niagara onderaan de Niagarawatervallen over te zwemmen.